# 서울 영상광고제
서울영상광고제(Seoul Creative Award of Film Advertising)는 광고영상제의 불모지였던 대한민국에 첫 뿌리를 내리고 2003년 시작하여 현재까지 지속적으로 개최되어 온 대한민국의 영상광고제이자 세계 최초로 시도되었던 온ㆍ오프라인 영상 광고제이다.
광고를 좋아하는 사람이라면 누구나 참여할 수 있는 영상광고 축제이며, "가장 대중적인 시선으로, 가장 공정하게"라는 슬로건으로 진행되는 본 광고제는 대한민국 영상광고를 일반 네티즌들과 전문 광고인들이 온라인으로 직접 심사ㆍ평가하여 좋은 광고를 선정한다. 또한 광고계를 대표하는 전문인들로 구성된 전문심사위원단의 온라인투표 및 심사를 통해 공정성과 대중성을 확보하였다.

## 역사
- 1회 2003년 12월 29일: 세계 최초  온ㆍ오프라인 영상 광고제 <TVCF AWARD>가 시작되었다.
- 2회 2005년 1월 11일: 전문심사위원단 심사제 도입되었다.
- 3회 2006년 2월 15일: TVCF AWARD 행사가 끝난 후 <광고인의 밤> 행사가 진행되었다.
- 4회 2006년: 전문심사위원단 구성원을 업계와 학계까지 확장시켜 다양한 시선으로 공정한 심사를 진행하였다.
- 5회 2007년: 제5회 TVCF AWARD 행사가 진행되었다.
- 6회 2008년: 집행위원회와 대학생을 대상으로하는 <영크리에이티브> 시상을 신설하였다.
- 7회 2009년: 케이블 광고 부문을 확장하여 출품을 받았으며, 오프라인 시상식을 진행하지 않았다.
- 8회 2011년 1월 25일: 영상광고제의 위상을 정립하였다.
- 9회 2012년 1월 27일: TVCF AWARD에서 <서울영상광고제>로 격상하였으며, 영상광고 전 분야로 출품,시상영역 확장하였다.
- 10회 2013년 1월 29일: 대한민국 서울특별시장님의 첫 시상식 참석이 있었으며, 수상자와 서울시장님과의 간담회가 개최되었다. 비 TV 부문 캠페인 출품을 시작하기도 하였다.
- 11회 2014년 2월 5일: 제11회 서울영상광고제 행사가 진행되었다.
- 12회 2015년 1월 15일: 대한민국 서울시청에서 시상식 및 <광고인의 밤> 리셉션 행사가 개최되었다.
- 13회 2016년 1월 14일: 제13회 서울영상광고제 에서는 국제심사위원을 초빙하였다.
- 14회 2017년 1월 11일: Craft 부문을 신설하였다.
- 15회 2018년 1월 4일: 국제심사위원을 초빙하여, 국제심사위원분들과 함께 세미나를 진행하였다. (Masako Okamura : 광고는 여성을 어떻게 그리는가, Takuya Matsuo : 크리에이티브를 위한 자기관리)
- 16회 2019년 1월 3일: <제16회 서울영상광고제> 서울시청 다목적홀 진행
- 17회 2020년 1월 7일: Craft 부문에서 첫 그랑프리상이 탄생하였다.
- 18회 2020년 1월 5일: 수상 부문이 18개 부문으로 확장되어, 심사 방식이 더 구체화 되고 고도화되었다.

## 트로피
순서대로 '14회 이전 트로피' ,'14회 이후 트로피' 와 '14회 이후 그랑프리 트로피' 이다

## 역대 포스터
역대 포스터 바로가기 보관됨 2019-03-16 - 웨이백 머신

## 역대 수상작(자)

### 18회 (2020)
[CREATIVE 분야]
| 수상                          | 부문                   | 수상작품(편)                                                              |
| ----------------------------- | ---------------------- | ------------------------------------------------------------------------- |
| 그랑프리                      | 디지털                 | 한국관광공사 FEEL THE RHYTHM OF KOREA 캠페인                              |
| 금상                          | 브랜디드 컨텐츠 비디오 | 빙그레 메이커를 위하여 편                                                 |
| 금상                          | 디지털                 | 스위첸 문명의 충돌 편                                                     |
| 금상                          | 크리에이티브 효과      | 한국관광공사 FEEL THE RHYTHM OF KOREA 캠페인                              |
| 은상                          | TV                     | SSG.COM 압도적 쓱케일_고등어 편                                           |
| 은상                          | TV                     | 4세대 카니발 캠페인                                                       |
| 은상                          | 디지털                 | 아시아나항공 2020 코로나프로젝트 편                                       |
| 은상                          | 디지털                 | SSG.COM [압도적 쓱케일] 캠페인                                            |
| 은상                          | 공익광고               | Hope Tape 희망을 붙여주세요, Hope Tape 캠페인 편                          |
| 동상                          | TV                     | LG 올레드 TV 인류의 컬러 편                                               |
| 동상                          | TV                     | 코오롱스포츠 TRUST 김혜자 편 캠페인                                       |
| 동상                          | 디지털                 | 야나두 밀착케어 편                                                        |
| 동상                          | 홍보ㆍ전시ㆍ이벤트     | 두산 CES Delight your tomorrow 편                                         |
| 동상                          | Interactive, VR/AR     | LG유플러스 멸종동물공원 디지털 편                                         |
| 동상                          | 브랜드 경험&활성화     | 현대자동차 I'm dognor 캠페인                                              |
| 동상                          | 공익광고               | 인천광역시 - 버리스타 편 공익광고협의회 학교폭력 톡 쳤을 뿐인데_바이럴 편 |
| 동상                          | Covid-19 극복          | 아시아나항공 2020 코로나프로젝트 편                                       |
| 동상                          | Under 10sec            | 셀토스 상식을깨다_후라이팬_6초 편                                         |
| 동상                          | 크리에이티브 전략      | 아시아나항공 2020 코로나프로젝트 편                                       |
| TVCF 인기상                   |                        | 아시아나항공 2020 코로나프로젝트 편                                       |
| 아름다운서울상                |                        | 4세대 쏘렌토 새로운 시대의 라이프 플랫폼 편                               |
| Consumer Report Award         |                        | 제주삼다수 돌담 편                                                        |
| Agency of the Year            |                        | HS애드                                                                    |
| Production of the Year        |                        | 돌고래유괴단                                                              |
| Creative Director of the Year |                        | 서경종 CD                                                                 |
| Director of the Year          |                        | 신우석 감독                                                               |
| Star of the Year              |                        | 백종원 방송인(겸 요리연구가)                                              |

[CRAFT 분야]
| 수상     | 부문           | 수상작품(편)                                                        |
| -------- | -------------- | ------------------------------------------------------------------- |
| 그랑프리 | 연출           | 한국관광공사 FEEL THE RHYTHM OF KOREA 캠페인                        |
| 금상     | 연출           | SSG.COM 압도적 쓱케일_벌꿀 편                                       |
| 은상     | 시각효과       | SSG.COM 압도적 쓱케일 편                                            |
| 은상     | 촬영           | 맥도날드 디테일의 차이가 버거의 차이 편                             |
| 은상     | 사운드         | 삼성 QLED 8K 무빙사운드 플러스 (OTS+) 편                            |
| 은상     | 프로덕션디자인 | LG 코드제로 R9 / M9 Clean Homes 2 편                                |
| 은상     | 연출           | 이마트 국산의 힘 캠페인                                             |
| 동상     | 시각효과       | LG 시그니처 비주얼 아트 편                                          |
| 동상     | 촬영           | 삼성 QLED 8K 인피니티 스크린 편                                     |
| 동상     | 사운드         | 하만 AKG N400 몰입을 통한 사운드의 힘 편                            |
| 동상     | 사운드         | 휘슬러 Please, mind the gap. 편                                     |
| 동상     | 프로덕션디자인 | 현대자동차그룹 기프트카 당신의 꿈과 나란히. 기프트카 10년 캠페인 편 |
| 동상     | 연출           | 아시아나항공 2020 코로나프로젝트 편                                 |
| 동상     | 편집           | 네이버 시리즈에서 인생작을 만나다 캠페인                            |

### 17회 (2019)
[작품상 부문]
| 부문                          | 수상작품(편)                                      |
| ----------------------------- | ------------------------------------------------- |
| 그랑프리                      | 네이버 시리즈 인생작을 만나다 캠페인              |
| 금상                          | LG트롬 트윈워시 한국인의 세탁 편                  |
| 금상                          | 하이모 신문 편                                    |
| 금상                          | 스위첸 엄마의 빈방 편                             |
| 은상                          | 박카스 누구나 나만의 피로가 있다 캠페인           |
| 은상                          | 시몬스 캠페인                                     |
| 은상                          | 알바천국 알바는 딱 알바답게 캠페인                |
| 은상                          | 유한킴벌리 우리강산 푸르게 푸르게 캠페인          |
| 은상                          | LG 오브제 나만의가전 편                           |
| 은상                          | LG 올레드 TV 2019 지구의 한 조각 편               |
| 은상                          | 하만 Power of Sound 편                            |
| 동상                          | 네이버 시리즈 인생작을 만나다 디지털 캠페인       |
| 동상                          | 아시아나항공 몽골 캠페인                          |
| 동상                          | 야놀자 초특가정신 캠페인                          |
| 동상                          | 유튜브 프리미엄 캠페인                            |
| 동상                          | 카카오뱅크 모임통장 캠페인                        |
| 동상                          | 포트나이트 런칭 편                                |
| 동상                          | 버거킹 All Day King 4딸라 편                      |
| 동상                          | 트립닷컴 블록버스터급 여행앱 편                   |
| 동상                          | 박카스맛 젤리 심부름 편                           |
| 동상                          | GS칼텍스 마음이음 동화 편                         |
| 동상                          | 해양수산부 SEA WAR 편                             |
| 동상                          | 참다한 홍삼 도원결의 편                           |
| 동상                          | 아시아나항공 뉴욕 캠페인 ASIANA350 편             |
| 동상                          | 스쿨존 사고 예방하는 안전경고장 안전경고장 캠페인 |
| TVCF 인기상                   | GS칼텍스 마음이음 동화 편                         |
| 심사위원 특별상               | 브롤스타즈 솔플보다 트리플 1 편                   |
| 아름다운서울상                | 제네시스 2019 서울 모터쇼                         |
| Consumer Report Award         | LG트롬 트윈워시 한국인의 세탁 편                  |
| Agency of the Year            | HS애드                                            |
| Production of the Year        | 이본부                                            |
| Creative Director of the Year | 김상호 CD                                         |
| Director of the Year          | 고인곤 감독                                       |
| Star of the Year              | 김영철 배우                                       |

[크래프트 부문]
| 수상     | 부문           | 수상작품(편)                                     |
| -------- | -------------- | ------------------------------------------------ |
| 그랑프리 | 사운드         | 하만 Power of Sound 편                           |
| 금상     | 연출           | LG 코드제로 A9 Clean Homes 편                    |
| 금상     | 편집           | 캐논 플레이샷 2018 PLAY# PLAYSHOT 편             |
| 금상     | 프로덕션디자인 | 밀리의 서재 독서 배틀 편                         |
| 금상     | 시각효과       | 신세계면세점 NEWTOPIA 편                         |
| 은상     | 연출           | 브롤스타즈 솔플보다 트리플 1 편                  |
| 은상     | 편집           | 트립닷컴 블록버스터급 여행앱 편                  |
| 은상     | 프로덕션디자인 | 캐논 플레이샷 2018 PLAY# PLAYSHOT 편             |
| 은상     | 사운드         | 아시아나항공 몽골이 부르는 소리_흐미 편          |
| 은상     | 사운드         | 해양수산부 SEA WAR 편                            |
| 은상     | 시각효과       | 삼성 QLED 8K 위대한 경험 편                      |
| 동상     | 촬영           | LG 올레드 TV 2019 지구의 한 조각 편              |
| 동상     | 촬영           | 네이버 시리즈 중증외상센터 골든아워 김윤석 편    |
| 동상     | 연출           | 정관장몰 미치도록 핫하다, 건강식품전문몰 정몰 편 |
| 동상     | 프로덕션디자인 | LG 시그니처 판테온 편                            |

### 16회 (2018)
[작품상 부문]
| 수상                          | 수상작품(편)                                        |
| ----------------------------- | --------------------------------------------------- |
| 그랑프리                      | 이마트 와인장터 : 다큐 와이너리                     |
| 금상                          | 배스킨라빈스 : 추석선물세트                         |
| 금상                          | SK하이닉스 : 기업PR 캠페인                          |
| 금상                          | 정관장 : 추석 캠페인                                |
| 은상                          | 공익광고협의회 : 벼슬                               |
| 은상                          | LG OLED TV : 지구의 한 조각                         |
| 은상                          | 스노우 카메라 스노모지 : 귀신이동면허               |
| 은상                          | 배틀그라운드 : My Way                               |
| 은상                          | KT 5G : 재난안전망                                  |
| 은상                          | 배스킨라빈스 : 야쿠르트 샤베트                      |
| 은상                          | 농림축산식품부 : 밥 캠페인                          |
| 동상                          | 스노우 카메라 SNOW 뷰티효과 : 관종의 난             |
| 동상                          | G마켓 : 스마일도시락                                |
| 동상                          | 포스코 : 뜨거운 열기                                |
| 동상                          | 치매 국가책임제 : 저는 엄마가 되었습니다            |
| 동상                          | 이니스프리 : 화산송이 모공청소기                    |
| 동상                          | 배스킨라빈스 : 추석선물세트                         |
| 동상                          | 현대캐피탈 : 눈썰미인 테스트_정신바짝 테스트        |
| 동상                          | 네이버 웹툰 : 잠깐이라도 행복하자 캠페인            |
| 동상                          | 삼성 QLED TV 캠페인                                 |
| 동상                          | 배달의민족 2.0 : 우리는 본래 같은 민족이었다 캠페인 |
| 동상                          | PlayStation®4 : 허락을 위한 분명한명분 캠페인       |
| 동상                          | 유한킴벌리 : 어디까지 우리강산일까요? 캠페인        |
| 동상                          | 박카스 : 나를 아끼자 캠페인                         |
| 아름다운 서울상               | 서울특별시 : 8_Total                                |
| Consumer Report Award         | G마켓 : 스마일도시락                                |
| Agency of the Year            | 제일기획                                            |
| Production of the Year        | 플랜잇 프로덕션                                     |
| Creative Director of the Year | 한성욱 CD                                           |
| Director of the Year          | 유성훈 감독                                         |

[크래프트 부문]
| 수상 | 부문                    | 수상작품(편)                                    |
| ---- | ----------------------- | ----------------------------------------------- |
| 금상 | 연출                    | 이마트 와인장터 : 다큐 와이너리 편              |
| 금상 | 프로덕션피자인          | 삼성 샐럭시 S9 갤럭시 S9+ : 버건디레드          |
| 금상 | 사운드                  | 레어카인드 : 2018 BRAND FILM                    |
| 금상 | 시각효과                | LG V40 ThinQ : 펜타 카메라의 시작 아트          |
| 금상 | 촬영                    | 투싼 페이스리프트 : Balanced Dynamic            |
| 은상 | 연출/촬영               | LG OLED TV : 지구의 한 조각                     |
| 은상 | 프로덕션디자인/시각효과 | 던킨도너츠 : 반짝반짝 럭키홀리데이              |
| 은상 | 편집                    | 레어카인드 : 2018 BRAND FILM                    |
| 은상 | 사운드                  | LG V40 ThinQ : 펜타 카메라의 시작 아트          |
| 동상 | 연출                    | 쏘렌토 더마스터 : 움직이는 모든 순간을 지배하다 |
| 동상 | 프로덕션디자인          | 이마트 와인장터 : 다큐 와이너리                 |
| 동상 | 사운드                  | 케어 : Blackdog Syndrome                        |
| 동상 | 시각효과                | 이마트 비밀연구소 : One Fine day                |
| 동상 | 연출                    | SK텥레콤 : SEE YOU TOMORROW 캠페인              |
| 동상 | 촬영                    | 삼성 QLED TV 캠페인                             |

### 15회 (2017)
[작품상 부문]
| 부문                          | 수상작품(편)                                    |
| ----------------------------- | ----------------------------------------------- |
| 그랑프리                      | 수상작 없음                                     |
| 금상                          | 유니클로 감탄팬츠 : 회사원                      |
| 금상                          | 이마트 : 나의 소중한 세계                       |
| 은상                          | KCC건설 스위첸 : 현실모녀, 현실부자 캠페인      |
| 은상                          | SK텔레콤 : 어느 해녀의 그리움                   |
| 은상                          | 경동나비엔 콘뎅싱 : 콘덴싱이 옳았다             |
| 은상                          | 기린 이치방 시보리 : 오늘은 기린다 캠페인       |
| 은상                          | 대한항공 : 나의 스페인행 티켓 캠페인            |
| 은상                          | 유니클로 감탄팬츠 : 캠페인                      |
| 은상                          | 환경부 : Think Difficult Air Basket             |
| 동상                          | GS칼텍스 : 마음이음 연결음                      |
| 동상                          | NUGU : 누구에게나 생길법한 이야기 스마트녀      |
| 동상                          | XYZ FORMULA : 보습의 긑판왕, 건조기             |
| 동상                          | 네이버 파파고 : 해외직구                        |
| 동상                          | 대한항공 : 인도하는 상담소 캠페인               |
| 동상                          | 동아제약 박카스 : 생일파티                      |
| 동상                          | 문재인 후보 : 눈물을 흘릴 줄 아는 대통령        |
| 동상                          | 배스킨라빈스 : 추석_왕의 선물                   |
| 동상                          | 시몬스침대 : 숙면 남자                          |
| 동상                          | 알바천국 : 알바선진국                           |
| 동상                          | 오로나민C 대놓고 PPL 오로나민C트콤              |
| 동상                          | 진에어 : 바른휴가운동 캠페인                    |
| 동상                          | 캐논 EOS 800D : Moon rabbit                     |
| 동상                          | 트로피카나 스파클링 캠페인                      |
| 동상                          | 플레이스테이션4 Slim 런칭 캠페인 : 유부남       |
| 아름다운 서울상               | CHEVROLET ALL NEW MALIBU : 드라이빙의 재발견    |
| Consumer Report Award         | GS칼텍스 : 마음이음 연결음                      |
| 심사위원 특별상               | LG SIGNATURE : 가전 작품이 되다 캠페인          |
| Netizen's Choice              | CHEVROLET THE NEXT SPARK : 소중한 사람이 타니까 |
| Agency of the Year            | HS애드                                          |
| Production of the Year        | 앨리스퀘어                                      |
| Creative Director of the Year | 김기영 CD                                       |
| Director of the Year          | 김건 감독                                       |
| 올해의 모델                   | 공유                                            |

[크래프트 부문]
| 수상 | 부문           | 수상작품(편)                                     |
| ---- | -------------- | ------------------------------------------------ |
| 금상 | 연출           | SK텔레콤 : 어느 해녀의 그리움                    |
| 금상 | 시각효과       | SSG.COM : 미디어월 브랜딩 영상                   |
| 금상 | 편집           | 캐논 플레이샷 : 창의력은 그 무엇도 따르지 않는다 |
| 은상 | 연출           | LG SIGNATURE OLED TV : 붙여보다                  |
| 은상 | 편집           | Hyundai Grandeur : New Fast                      |
| 은상 | 프로덕션디자인 | LG SIGNATURE : 작품 초프리미엄 냉장고            |
| 은상 | 사운드         | 유한킬벌리 : 우리강산 푸르게푸르게 숲픈날        |
| 은상 | 촬영           | 캐논 플레이샷 : 창의력은 그 무엇도 따르지 않는다 |
| 동상 | 시각효과       | LG SIGNATURE : 가전 작품이 되다 캠페인           |
| 동상 | 편집           | SAMSUNG UFlex How to UFlex                       |
| 동상 | 연출           | 배스킨라빈스 : 추석_왕의 선물                    |
| 동상 | 시각효과       | 살레와 : 미쉐린을 장착하다                       |
| 동상 | 사운드/촬영    | 캐논 EOS 800D : Moon rabbit                      |
| 동상 | 연출           | 캐논 플레이샷 : 창의력은 그 무엇도 따르지 않는다 |
| 동상 | 프로덕션디자인 | 현대자동차 : Shackleton's Return                 |

### 14회 (2016)
[작품상 부문]
| 부문                          | 수상작품(편)                                            |
| ----------------------------- | ------------------------------------------------------- |
| 그랑프리                      | SSG : 쓱 1차 캠페인                                     |
| 금상                          | SSG닷컴 : 런칭                                          |
| 금상                          | 대한항공 : 게스트하우스 프랑스 캠페인                   |
| 금상                          | 쌤소나이트 커브 : 안재홍 커브 실험영상                  |
| 금상                          | 캐논 파워샷 G7 X Mark Ⅱ : 안정환의 파워무비             |
| 은상                          | ABC마트 : CSR 캠페인                                    |
| 은상                          | MG새마을금고 영화관에 찾아온 시 캠페인                  |
| 은상                          | T맵 : 야유회                                            |
| 은상                          | 끌레도르 : 프리미엄 레시피 캠페인                       |
| 은상                          | 비타500 : 버스카드                                      |
| 은상                          | 헤라 : loves 서울리스타                                 |
| 동상                          | SSG : 쓱 2차 캠페인                                     |
| 동상                          | SK텔레콤 연결의 파트너 : 시각장애인 스키                |
| 동상                          | T맵 : 모든길은 T map으로 통한다 캠페인                  |
| 동상                          | 대한항공 : 게스트하우스 프랑스 종합                     |
| 동상                          | 리멤버 : 전사출동                                       |
| 동상                          | 박카스 : 나를아끼자 캠페인                              |
| 동상                          | 버거킹 통새우와퍼 : 새우의 자존심을 세우다              |
| 동상                          | 유한킴벌리 : 우리강산 푸르게 푸르게 캠페인              |
| 동상                          | 지베르니 밀착 커버 파운데이션 : 이건 집착이 아니야      |
| 동상                          | 참이슬 : 이슬라이브 캠페인                              |
| 동상                          | 캐리비안베이 : LIFE PUMP                                |
| 동상                          | 한중 공익광고 공동캠페인 : 효                           |
| 아름다운 서울상               | 헤라 : loves 서울리스타                                 |
| Consumer Report Award         | 정관장 : 홍삼정 에브리타임 힘내야 하는 모든 순간 캠페인 |
| 심사위원 특별상               | 아이파킹 : 주차가 즐겁다 캠페인                         |
| Netizen's Choice              | 스카이 IM-100 티저                                      |
| Agency of the Year            | HS애드                                                  |
| Production of the Year        | 플랜잇 프로덕션                                         |
| Creative Director of the Year | 박인규 CD                                               |
| Director of the Year          | 백종렬 감독                                             |
| 올해의 모델                   | 공유                                                    |

[크래프트 부문]
| 수상 | 부문                | 수상작품(편)                                          |
| ---- | ------------------- | ----------------------------------------------------- |
| 금상 | 프로덕션디자인      | Hyundai Elantra : Extream Boldness                    |
| 금상 | 편집                | 끌레도르 : 우유                                       |
| 금상 | 시각효과            | 끌레도르 시리즈                                       |
| 금상 | 오디오              | 오로나민C : 댄스                                      |
| 금상 | 연출                | 캐논 플레이샷 : UNFRAME YOUR IDEA                     |
| 은상 | 시각효과            | 이니스프리 제주 용암해수 에센스 : 제주용암해수의 탄생 |
| 은상 | 연출/프로덕션디자인 | 헤라 : loves 서울리스타                               |
| 동상 | 시각효과            | Hyundai Elantra : Extream Boldness                    |
| 동상 | 연출                | SSG닷컴 : 런칭                                        |
| 동상 | 오디오              | 스카이 IM-100 : 티저                                  |

### 13회 (2015)
[본상 수상작]
| 부문                  | 수상작품(편)                                      |
| --------------------- | ------------------------------------------------- |
| 그랑프리              | 환경부 : I am your father 캠페인                  |
| 금상                  | 알바몬 : 알바가 갑이다 캠페인                     |
| 금상                  | 배달의민족 : 신의배달 제 1화 짜장면의 외출        |
| 금상                  | 버거킹 : 아침은 왕처럼                            |
| 금상                  | 환경부 : I am your father 캔                      |
| 은상                  | 스위첸 : 자식의 자식 농사                         |
| 은상                  | 배달의민족 : 신의 배달 캠페인                     |
| 은상                  | 재네시스 HTRAC 에스코트                           |
| 은상                  | 한국수력원자력 안전, 그것은 첫 번째 상식 : 공사장 |
| 은상                  | 현대자동차 : A Message to Space                   |
| 은상                  | 황경부 : Iam your father 우유팩                   |
| 동상                  | 메리츠화재 : 걱정 A/S 캠페인                      |
| 동상                  | 부채표후시딘 상처이야기 캠페인                    |
| 동상                  | 공익광고협의회 가족간의 관계 : 질문               |
| 동상                  | KB금융그룹 : 하늘같은 든든함, 아버지              |
| 동상                  | AIA생명 : 엄머의 첫 번째 노래 FULL STORY          |
| 동상                  | 금연캠페인 : 흡연은 스스로 구입한 질병입니다      |
| 동상                  | LG트롬 트윈워시 : 색깔옷                          |
| 동상                  | ALL NEW 투싼 : No Fear Gp Dynamic                 |
| 동상                  | LG OLED TV : 누가 제니의 웨딩을 망쳤을까          |
| 동상                  | 아반떼 : SUPER NORMAL                             |
| 아름다운 서울상       | 쏘나타 : Sing the Road 02잠수교 뮤직              |
| Consumer Report Award | 핫초코 미떼 : 순해요                              |
| Agency of the Year    | 이노션월드와이드                                  |
| 올해의 모델           | 설현                                              |

[올해의 스탭상]
| 부문                  | 수상자                   |
| --------------------- | ------------------------ |
| CD(Creative Director) | 제일기획 양영욱 CD       |
| 감독(Director)        | 매터스인류크 유광굉 감독 |
| 촬영감독(DOP)         | 한상길 촬영감독          |
| 조명감독(Gaffer)      | 김홍수 조명감독          |
| 편집감독(TD)          | 유세진 편집감독          |

### 12회 (2014)
[본상 수상작]
| 부문                      | 수상작품(편)                                                            |
| ------------------------- | ----------------------------------------------------------------------- |
| 그랑프리                  | 배달의민족 캠페인                                                       |
| 금상                      | SSG닷컴 : 확실히 보내드립니다 캠페인                                    |
| 금상                      | 공익광고협의회 : 스마트폰 중독 묵념                                     |
| 금상                      | 비락식혜 : 으리의 김보성                                                |
| 은상                      | SK텔레콤 : 100년의 편지 캠페인                                          |
| 은상                      | 신세계적 쇼핑 : SSG.COM 캠페인                                          |
| 은상                      | 쏘나타 : 본질로부터                                                     |
| 은상                      | 삼성 셰프 컬렉션 : 새로운 맛을 만나다                                   |
| 은상                      | SSG닷컴 : 싸다구                                                        |
| 은상                      | 아토비 비염 천식은 평강한의원 : 웹툰 캠페인                             |
| 은상                      | KDB대우증권 : 쉬운금융 바이럴 캠페인                                    |
| 은상                      | 현대카드 : MC옆길로새 뮤직비디오                                        |
| 동상                      | SK텔레콤 100년의 편지                                                   |
| 동상                      | 삼성 커브드 UHD TV : 곡면화질 캠페인                                    |
| 동상                      | 공익광고협의회 에너지 절약 재활용 : 위대한 발견                         |
| 동상                      | 대한항공 베트만/미얀마 DSTN 캠페인 : 누구나 저마다의 여행이 있다 캠페인 |
| 동상                      | 월드비전 : 의리의 아이들                                                |
| 동상                      | SSG닷컴 : 구두와 한우                                                   |
| 동상                      | 현대자동차 : brilliant memories 캠페인                                  |
| 동상                      | Galaxy Gear : Another me 캠페인                                         |
| 동상                      | 빙그레 맑은하늘 도라지차 : 미세먼지 방송사고                            |
| 동상                      | 산림청 : 개불알 울지마! 내가 지켜줄께                                   |
| 아름다운 서울상           | 한국관광공사 : 10 DOLLAR TOUR 캠페인                                    |
| 네티즌이 뽑은 좋은 광고상 | 배달의민족 캠페인                                                       |
| Agency of the Year        | HS애드                                                                  |
| 올해의 모델               | 김보성                                                                  |

[올해의 스탭상]
| 부문                  | 수상자                   |
| --------------------- | ------------------------ |
| CD(Creative Director) | HS Ad 방은하 CD          |
| 감독(Director)        | 매터스인류크 유광굉 감독 |
| 촬영감독(DOP)         | 최문용 촬영감독          |
| 조명감독(Gaffer)      | 김홍수 조명감독          |
| 편집감독(TD)          | 이준규 편집감독          |

### 11회 (2013)
[본상 수상작]
| 부문               | 수상작품(편)                                         |
| ------------------ | ---------------------------------------------------- |
| 그랑프리           | 쏘나타 더 브릴리언트 : 자동차에 감성을 더하다 캠페인 |
| 금상               | 삼성전자 UHD TV : ZOO                                |
| 금상               | 참붕어싸만코 : 싸만코 비긴스 캠페인                  |
| 금상               | 쏘나타 더 브릴리언트 : 자동차에 감성을 더하다 빗방울 |
| 금상               | 삼성생명 : 생명의 다리                               |
| 은상               | 대한항공 : 내가 사랑한 유럽 TOP10 캠페인             |
| 은상               | 박카스 : 대한민국에서 OO으로 산다는 것 캠페인        |
| 은상               | 사조참치 안심따개 : 진격의 참치캔                    |
| 은상               | 쏘나타 : 티처블 뮤직시트                             |
| 은상               | 안전운전 : 오직, 운전만 하세요                       |
| 은상               | 지펠 T9000 먹고 살고 사랑하고                        |
| 동상               | 두산중공업 : 지구                                    |
| 동상               | 려(呂) 자양윤모 : 바이럴 캠페인                      |
| 동상               | 박카스 : 아줌마                                      |
| 동상               | 삼성 갤럭시 노트3+기어 : Wonderbook 캠페인           |
| 동상               | 삼성 모니터 SB970 : 0 컬러리얼리즘                   |
| 동상               | 실버톡 : 소외계층 배려 캠페인                        |
| 동상               | 알바천국 : 앱시리즈 캠페인                           |
| 동상               | 알바천국 : This is DISS 캠페인                       |
| 동상               | 왕뚜껑 : 뚜껑에도 영혼이 있다면                      |
| 동상               | 핫초코 미떼 : 동생사줘                               |
| 동상               | 현대모비스 : 주니어공학교실 캠페인                   |
| 동상               | SK브로드밴드 B tv smart : Be smart! 캠페인           |
| 아름다운 서울상    | JTBC NEWS 9 귀담아 듣겠습니다                        |
| Agency of the Year | 이노션월드와이드                                     |
| 올해의 모델        | 류승룡                                               |

[올해의 스탭상]
| 부문                  | 수상자                     |
| --------------------- | -------------------------- |
| CD(Creative Director) | 이노션월드와이드 김정아 CD |
| 감독(Director)        | 매터스인류크 유광굉 감독   |
| 촬영감독(DOP)         | 최문용 촬영감독            |
| 조명감독(Gaffer)      | 김홍수 조명감독            |
| 편집감독(TD)          | 유세진 편집감독            |

### 10회 (2012)
[본상 수상작]
| 부문               | 수상작품(편)                                   |
| ------------------ | ---------------------------------------------- |
| 그랑프리           | 잡코리아 : 추천하라 캠페인                     |
| 금상               | 광동 힘찬하루 헛개차 : 떡                      |
| 금상               | 삼성전사스마트통합 : Insight 캠페인 minds eyes |
| 금상               | 웅진씽크빅 : 바른교육 큰사람 캠페인            |
| 금상               | 알바몬 : 알바를 구하소서 캠페인                |
| 은상               | 박카스 : 풀려라                                |
| 은상               | 삼성전자스마트통합 : Insight 캠페인            |
| 은상               | 365cm의원 비만클리닉 : 지방이 이별             |
| 동상               | 대한항공 : 케냐 캠페인                         |
| 동상               | 박카스 : 풀려라 대한민국 캠페인                |
| 동상               | 미스터피자 다독이 : 옛 남친                    |
| 동상               | 배스킨라빈스31 디노젤리 : 5월의 맛             |
| 동상               | 삼성 버블샷2 : 버블과 두개의 워터샷            |
| 동상               | 언어순화 캠페인 : 어서말을해                   |
| 동상               | 에스-오일 구도일 캠페일 : 건강검진             |
| 동상               | 유니클로 히트텍 : 여자                         |
| 동상               | 보디가드 : keep comfortable 캠페인             |
| 동상               | olleh LTE WARP : 빠름빠름빠름 캠페인           |
| 동상               | PYL : YOUNIQUE                                 |
| 동상               | SK텔레콤 : 가능성의 릴레이 - 비전 1            |
| 심사위원특별상     | 언어순화 캠페인 : 어서말을해                   |
| 아름다운 서울상    | 리바이스 스트레치 진 : jeans that stretch      |
| Agency of the Year | 제일기획                                       |
| 올해의 모델        | 김수현                                         |

[올해의 스탭상]
| 부문                  | 수상자                          |
| --------------------- | ------------------------------- |
| CD(Creative Director) | 메이트 커뮤니케이션즈 이경주 CD |
| 감독(Director)        | 매터인류크 유광굉 감독          |
| 촬영감독(DOP)         | 허범주 촬영감독                 |
| 조명감독(Gaffer)      | 조기형 조명감독                 |
| 편집감독(TD)          | 이준규 편집감독                 |

### 9회 (2011)
[본상 수상작]
| 부문                        | 수상작품(편)                                                      |
| --------------------------- | ----------------------------------------------------------------- |
| 그랑프리                    | 대한항공 : 일본에게 일본을 묻다 캠페인                            |
| 금상                        | 바른교육 큰사람 캠페인 : 독서, 수학, 한글                         |
| 금상                        | 미스터피자 : The True Origins of Pizza                            |
| 은상                        | 스카이 VEGA LTE : 모션인식 LTE폰                                  |
| 은상                        | 핫초코 미떼 : 김성근 감독                                         |
| 은상                        | 메리츠 걱정인형 : 런칭                                            |
| 은상                        | 가족의 가치 매주 수요일은 "가족 사랑의 날" : 안과 밖이 다른 가족  |
| 은상                        | 메리츠 걱정인형 : 극장                                            |
| 은상                        | 기아자동차 피간토 : 네일 아트 애니메이션                          |
| 은상                        | 대한항공 : 우리에게만 있는 나라 캠페인                            |
| 동상                        | SK텔레콤 T맵 3.0 : 네비의 현실을 넘다                             |
| 동상                        | 티오 : 교생                                                       |
| 동상                        | 라네즈 : 워터뱅크 더블 모이스춰 마스크 키스                       |
| 동상                        | LG기업PR : 다문화사랑 편경의 못                                   |
| 동상                        | CGV 4DX : Red Chair                                               |
| 동상                        | 두산 : 사람이 미래다                                              |
| 동상                        | 박카스 : 진짜 피로회복제 캠페인                                   |
| 동상                        | 대림e편한세상 : 진심이 짓느낟 어린이집, 주부공모전, 주차장 캠페인 |
| 동상                        | 초코파이 : 파이로드를 따라 지구와 情을 맺다 캠페인                |
| 동상                        | 미투데이 : 나 오늘 지금 미투데이 캠페인                           |
| 심사위원특별상              | 미스터피자 : The True Origins of Pizza                            |
| 아름다운 서울상             | 대한항공 : 우리에게만 있는 나라                                   |
| 코닥영상미상                | 바른교육 큰사람 캠페인 : 독서, 수학, 한글                         |
| 네티즌이 뽑은 올해의 광고상 | 티오 : 교생                                                       |
| Agency of the Year          | 제일기획                                                          |
| 올해의 모델                 | 아이유                                                            |

### 8회 (2010)
[본상 수상작]
| 부문                        | 수상작품(편)                                      |
| --------------------------- | ------------------------------------------------- |
| 그랑프리                    | 캐논 EOS 캠페인 시리즈                            |
| 금상                        | 대림e편한세상 : 진심이 짓는다 캠페인              |
| 금상                        | 핫초코 미떼 : 너는 내친구                         |
| 은상                        | 박카스 : 진짜 피로회복제는 약국에 있습니다 캠페인 |
| 은상                        | 대한항공 : 뉴질랜드 캠페인                        |
| 은상                        | 나이키 JUST DO IT : 김연아                        |
| 은상                        | 네이버 미투데이 : 사랑고백                        |
| 은상                        | 대림바스 : 아름다운방                             |
| 동상                        | 대한항공 : 환경                                   |
| 동상                        | 대림e편한세상 : 보안                              |
| 동상                        | 박카스 : 워킹맘                                   |
| 동상                        | 현대모비스 : 자동주차                             |
| 동상                        | 캐논 EOS 550D : 어렵지 않다                       |
| 동상                        | 더블A : RED FACE                                  |
| 동상                        | 현대자동차그룹 : 승가원천사들                     |
| 동상                        | 두산 : 사진                                       |
| 네티즌이 뽑은 올해의 광고상 | 2%부족할 때 : 98% 두근두근                        |
| 올해의 모델상               | 신민아                                            |

### 7회 (2009)
[본상 수상작]
| 부문     | 수상작품(편)              |
| -------- | ------------------------- |
| 그랑프리 | 캐논 익서스 : 누가 찍어도 |
| 금상     | e-편한세상 : 진심의 시세  |
| 은상     | 웅진코웨이 : 임신         |
| 동상     | 부루펜 : 대화             |

[캠페인 수상작]
| 부문     | 수상작품(편)                 |
| -------- | ---------------------------- |
| 대상     | e-편한세상 : 진심이 짓는다   |
| 최우수상 | 캐논익서스 : 진짜에게 진짜를 |

[특별상/인기상]
| 부문            | 수상작품(편)          |
| --------------- | --------------------- |
| 네티즌 인기상   | SK : 미운네살         |
| 네티즌 인기상   | SHOW옥션머니 : 갈매기 |
| 심사위원 특별상 | 수상작 없음           |

[품목별 최우수상]
| 품목             | 수상작품(편)                       |
| ---------------- | ---------------------------------- |
| 정보통신         | 올레KT : 여름캠프                  |
| 전기/전자        | 캐논 익서스 : 누가 찍어도          |
| 음료/주류        | 핫초코 미떼 : 리프트 로망스        |
| 라이프스타일     | 리바이스 인디고                    |
| 제약/의료        | 부루펜 : 대화                      |
| 금융/보험        | 삼성화재 슈퍼보험Ⅲ : 안죽어요 야구 |
| 공공/기업PR      | 대한항공 : 황하                    |
| 건설             | e-편한세상 : 10cm 대형주차장       |
| 자동차           | 수상작 없음                        |
| 제과/식품        | 수상작 없음                        |
| 서비스/교육/유통 | 수상작 없음                        |

[올해의 모델상]
| 부문        | 수상자 |
| ----------- | ------ |
| 올해의 모델 | 신민아 |

### 6회 (2008)
[본상 수상작]
| 부문     | 수상작품(편)                     |
| -------- | -------------------------------- |
| 그랑프리 | 에너지 절약 캠페인 : 당신의 현금 |
| 금상     | SHOW : 1살의 쇼                  |
| 은상     | 박카스 : 오래된 연인             |
| 동상     | NHN : 세상은 자란다              |

[캠페인 수상작]
| 부문               | 수상작품(편)       |
| ------------------ | ------------------ |
| 캠페인 대상 수상작 | SHOW : 쇼하고 살자 |

[특별상/인기상]
| 부문           | 수상작품(편)       |
| -------------- | ------------------ |
| 심사위원특별상 | 캐논 익서스 : 색감 |
| 네티즌 인기상  | SHOW : 1살의 쇼    |

[품목별 최우수상]
| 품목           | 수상작품(편)                            |
| -------------- | --------------------------------------- |
| 정보통신       | SHOW : 1살의 쇼                         |
| 전기/전자      | 캐논 익서스 : 색감                      |
| 음료/주류      | 레쓰비 : 행운을 빌어요                  |
| 제과/식품      | 왕뚜껑 : 우가 우리의 뚜껑을 여는가      |
| 제약/의료      | 박카스 : 오래된 연인                    |
| 금융/보험      | 현대카드 : 컬러코어                     |
| 기업/건설      | SK기업PR : 재수생                       |
| 공익/공공기관  | 에너지절약 캠페인 : 당신의 현금         |
| 교육/문화/유통 | 대교눈높이 : 우리아기가 달라졌어요 엄마 |

[부문별 최우수상]
| 부문          | 수상작품(편)             |
| ------------- | ------------------------ |
| 올해의 카피상 | SK텔레콤 : 사람_다시보기 |
| 올해의 모델상 | 김연아                   |

[올해의 스탭상]
| 부문                  | 수상자               |
| --------------------- | -------------------- |
| CD(Creative Director) | TBWA코리아 박웅현 CD |
| 감독(Director)        | 시대의시건 김수 감독 |
| 촬영감독(DOP)         | 강창배 촬영감독      |
| 조명감독(Gaffer)      | 조기현 조명감독      |
| 편집감독(TD)          | 이즘 조원철 편집감독 |

### 5회 (2007)
[본상 수상작]
| 부문     | 수상작품(편)                                |
| -------- | ------------------------------------------- |
| 그랑프리 | SHOW : 대한민국 보고서 고향 노부부          |
| 금상     | SK텔레콤 : 기업PR 상賞                      |
| 은상     | 바나나는 원래 하얗다 : 백부장의 굴욕 사무실 |
| 동상     | LG : 기업PR                                 |

[품목별 최우수상]
| 품목                 | 수상작품(편)                           |
| -------------------- | -------------------------------------- |
| 정보통신             | 엑스피드 : 동만이                      |
| 전기/전자            | 캐논 : 익서스                          |
| 자동차               | 쏘나타 트랜스폼 : 변화를 넘어선 진화   |
| 음료/주류            | 핫초코 미떼                            |
| 제과/식품            | 왕뚜껑 : 사라진 왕뚜껑을 찾아라        |
| 생활용품/화장품/패션 | 갤럭시 : 1.5cm                         |
| 제약/의료            | 모닝케어 : 대리운전                    |
| 금융/보험            | 현대카드 : 레고빌딩                    |
| 금융/보험            | KB카드 : 분신                          |
| 건설                 | 아이파크 : 두바이                      |
| 공익/공공기관        | 한국관광공사 : 구석구석 2편            |
| 공익/공공기관        | 금연캠페인 : 생활의 발견시리즈 거실    |
| 교육/문화/유통       | CJ홈쇼핑 : 여자에겐 지혜가 힘이다 여자 |

[부문별 최우수상]
| 부문            | 수상작품(편)                                |
| --------------- | ------------------------------------------- |
| 올해의 아이디어 | 바나나는 원해 하얗다 : 백부장의 굴욕 사무실 |
| 올해의 카피     | BC카드 : 어른들의 꿈                        |
| 올해의 연출     | 포스코 기업PR : 아프리카 뻥튀기             |
| 올해의 영상미   | 대한항공 : 몽골                             |
| 올해의 컨셉     | SHOW : 대한민국 보고서 고향 노부부          |
| 올해의 캠페인   | SHOW : 쇼를 하라                            |
| 올해의 모델     | 서단비                                      |

[올해의 스탭상]
| 부문                  | 수상자                   |
| --------------------- | ------------------------ |
| CD(Creative Director) | TBWA코리아 조익명 CD     |
| 감독(Director)        | 알파빌44 리형윤 감독     |
| 촬영감독(DOP)         | 최문용 촬영감독          |
| 조명감독(Gaffer)      | 김덕중 조명감독          |
| 편집감독(TD)          | 서울비젼 장선일 편집감독 |

### 4회 (2006)
[본상 수상작]
| 부문     | 수상작품(편)                       |
| -------- | ---------------------------------- |
| 그랑프리 | SK텔레콤 : 영웅                    |
| 금상     | 롯데 : 돼지바                      |
| 은상     | 공익광고폅의회 캠페인 : 1분의 배려 |
| 동상     | KB카드 : 보아                      |

[품목별 최우수상]
| 품목           | 수삭작품(편)                       |
| -------------- | ---------------------------------- |
| 정보통신       | 스카이 와이드 PMP폰                |
| 전기/전자      | 엑스캔버스 : 골세레머니            |
| 자동차         | 에쓰오일 : 초보운전자              |
| 음료/주류      | 백세주 : 학교                      |
| 제과           | 배스킨라빈스31 : 로미오와 줄리엣   |
| 식품           | 청정원 순창고추장 : 회사원         |
| 색활용품       | 퍼팩트 쿨워시 : 새댁               |
| 화장품         | 라네즈 : 슬라이딩 팩트             |
| 패션/스포츠    | 리바이스 엔지니어드진 : 아틀란티스 |
| 제약/의료      | 박카스D : 포토메일                 |
| 금융/보험      | 삼성생명 : 박춘화                  |
| 교육/문화/유통 | GS홈쇼핑 : 마사이족                |
| 공익           | 금연캠페인 : 피아변색              |
| 기업/건설      | 한국관광공사 : 구석구석            |

[부문별 최우수상]
| 부문            | 수상작품(편)                       |
| --------------- | ---------------------------------- |
| 올해의 아이디어 | 롯데 : 돼지바                      |
| 올해의 카피     | 공익광고협의회 캠페인 : 1분의 배려 |
| 올해의 연출     | 롯데 : 돼지바                      |
| 올해의 영상미   | 리바이스 엔지니어드진 : 아틀란티스 |
| 올해의 컨셉     | 모닝케어 : 영웅                    |
| 올해의 캠페인   | SK텔레콤 : 사람을 향합니다         |
| 올해의 모델     | 차승원                             |

[올해의 스탭상]
| 부문                  | 수상자                   |
| --------------------- | ------------------------ |
| CD(Creative Director) | TBWA 조익명 CD           |
| 감독(Director)        | 오이스터 이승주 감독     |
| 촬영감독(DOP)         | 최문용 촬영감독          |
| 조명감독(Gaffer)      | 박환 조명감독            |
| 편집감독(TD)          | 서울비젼 장선일 편집감독 |

### 3회 (2005)
[본상 수상작]
| 부문     | 수상작품(편)         |
| -------- | -------------------- |
| 그랑프리 | 왕뚜껑 : 치마        |
| 금상     | 삼성생명 : 딸의 인생 |
| 은상     | 금연캠페인 : 뇌      |
| 동상     | SK텔레콤 : 손가락    |

[품목별 최우수상]
| 품목           | 수상작품(편)                 |
| -------------- | ---------------------------- |
| 정보통신       | 스카이 : 죠그셔틀            |
| 전기/전자      | 아이리버 썸씽 : 티저         |
| 자동차         | SM7 : 빨대                   |
| 음료/주류      | 쿠퍼스 : 용왕상륙            |
| 제과           | 오리온 예감 : 체조           |
| 식품           | 청정원 순창고추장 : 배니스   |
| 생활용품       | 애경 퍼팩트 : 레스토랑       |
| 화장품         | 미래파 : 굿바이 피지에센스   |
| 패션/스포츠    | 리바이스 : HUG               |
| 제약/의료      | 박카스 : 임수정 여름         |
| 금융/보험      | 외환은행 : 자이툰 부대       |
| 기업/건설      | 대한항공 : 패션쇼            |
| 공익           | 국가안권위원회 : 다른 한국인 |
| 교육/문화/유통 | 옥션 : 땅파기                |

[부문별 최우수상]
| 부문            | 수상작품(편)               |
| --------------- | -------------------------- |
| 올해의 아이디어 | 왕뚜껑 : 치마              |
| 올해의 카피     | 삼성생명 : 딸의 인생       |
| 올해의 연출     | 삼성생명 : 딸의 인생       |
| 올해의 영상미   | 리바이스 : HUG             |
| 올해의 컨셉     | 옥션 : 땅파기              |
| 올해의 캠페인   | 삼성생명 : 인생            |
| 올해의 캠페인   | SK텔레콤 : 사람을 향합니다 |
| 올해의 모델     | 김태희                     |
| 올해의 모델     | 다니엘헤니                 |

[올해의 스탭상]
| 부문                  | 수상자                    |
| --------------------- | ------------------------- |
| CD(Creative Director) | TBWA 박웅현 CD            |
| 감독(Director)        | 아프리카 차은택 감독      |
| 촬영감독(DOP)         | 강현구 촬영감독           |
| 조명감독(Gaffer)      | 김덕중 조명감독           |
| 편집감독(TD)          | 서울비젼 장선일 편집 감독 |

### 2회 (2004)
[본상 수상작]
| 부문     | 수상작품(편)         |
| -------- | -------------------- |
| 그랑프리 | 스카이 : 히치 하이킹 |
| 금상     | GM대우 : 기업 PR     |
| 은상     | 애니콜 : 가로본능    |
| 동상     | 왕뚜껑 : 클럽        |

[품목별 최우수상]
| 품목           | 수상작품(편)                               |
| -------------- | ------------------------------------------ |
| 교육/문화/유통 | CJ몰 : 버스                                |
| 공익           | 위대한 한국인                              |
| 공익           | 쓰레기 재활용 캠페인                       |
| 금융/기업/건설 | 교보생명 : 마음에 힘이되는 시하나 노래하나 |
| 제약/의료      | 박카스 : 재수생                            |
| 패션/스포츠    | 헤지스 : 굿바이 폴                         |
| 화장품         | 미래파 에센스 마스트                       |
| 생활용품       | 애경 퍼팩트 : 소방관                       |
| 식품           | 왕뚜껑 : 교실                              |
| 제과           | 해태 영양갱 : 교통사고                     |
| 음료/주류      | 서울우유 : 미운네살                        |
| 자동차         | SM5 : 추천합니다. 문소리/설경구            |
| 전기/전자      | 올림푸스 : 벌써1년                         |
| 정보통신       | 스카이 : 결투                              |

[부문별 최우수상]
| 부문            | 수상작품(편)           |
| --------------- | ---------------------- |
| 올해의 캠페인   | GM대우 : 기업PR        |
| 올해의 아이디어 | 왕뚜껑 : 클럽          |
| 올해의 카피     | 서울우유 : 미운네살    |
| 올해의 연출     | 스카이 : 히치 하이킹   |
| 올해의 영상미   | 한국타이어 : Half pipe |
| 올해의 컨셉     | CJ몰 : 버스            |
| 올해의 모델     | 백윤식                 |

### 1회 (2003)
[본상 수상작]
| 부문     | 수상작품             |
| -------- | -------------------- |
| 그랑프리 | 다시마순             |
| 금상     | 공익광고 나누는 마음 |
| 은상     | 엑스캔버스           |
| 동상     | 박카스               |

[품목별 우수 수상작]
| 품목        | 수상작품                |
| ----------- | ----------------------- |
| 정보통신    | 스카이뮤직폰            |
| 전기/전자   | 올림푸스                |
| 자동차      | 오피러스호텔편          |
| 음료/주류   | 카스맥주                |
| 제과        | 도리토스                |
| 식품        | 던킨도너츠              |
| 생활용품    | 로얄토토 비데           |
| 화장품      | 라네즈 스타화이트에센스 |
| 패션/스포츠 | 지오다노                |
| 제약/의료   | 박카스                  |
| 금융/기업   | 수협                    |
| 금융/기업   | 현대카드미니M           |
| 공익        | 쓰레기재활용            |
| 기타        | 스카이라이프            |

[부문별 우수 수상작]
| 부문                  | 수상작품   |
| --------------------- | ---------- |
| 올해의 캠페인상       | KT전화     |
| 올해의 아이디어상     | 다시다순   |
| 올해의 카피상         | 박카스     |
| 올해의 연출상         | 다시다순   |
| 올해의 영상미상       | 올림푸스   |
| 올해의 컨셉상         | 던킨도너츠 |
| 올해의 CF모델상       | 전지현     |
| 올해의 CF모델상(아역) | 심혜원     |

## 역대 참석자
| 기준 연도 | 심사작품수 | 온라인심사 투표건 | 심사 참여 인원 | 시상식            | 시상식 참석 |
| --------- | ---------- | ----------------- | -------------- | ----------------- | ----------- |
| 2003      | 1,887편    | 126,027건         | 8,969명        | 포스코 섬유센터   | 600명       |
| 2004      | 1,764편    | 283,194건         | 9,000명        | 코엑스 컨퍼런스룸 | 450명       |
| 2005      | 1,861편    | 392,959건         | 10,000명       | 코엑스 컨퍼런스룸 | 450명       |
| 2006      | 1,914편    | 486,958건         | 22,000명       | 코엑스 오디토리움 | 1,200명     |
| 2007      | 1,907편    | 538,908건         | 35,000명       | 코엑스 오디토리움 | 1,200명     |
| 2008      | 1,736편    | 577,049건         | 32,000명       | 코엑스 오디토리움 | 1,200명     |
| 2009      | 2,135편    | 604,529건         | 28,000명       | 온라인 시상식     |             |
| 2010      | 2,323편    | 624,270건         | 29,000명       | 코엑스 오디토리움 | 1,200명     |
| 2011      | 3,287편    | 638,234건         | 32,000명       | 코엑스 오디토리움 | 1,300명     |
| 2012      | 3,516편    | 652,791건         | 25,000명       | 코엑스 오디토리움 | 1,200명     |
| 2013      | 3,861편    | 665,882건         | 22,000명       | 코엑스 오디토리움 | 1,100명     |
| 2014      | 4,396편    | 677,919건         | 15,000명       | 서울시청 다목적홀 | 750명       |
| 2015      | 4,568편    | 690,200건         | 12,000명       | 서울시청 다목적홀 | 700명       |
| 2016      | 4,720편    | 698,520건         | 13,000명       | 서울시청 다목적홀 | 600명       |
| 2017      | 4,081편    | 705,280건         | 17,500명       | 서울시청 다목적홀 | 600명       |
| 2018      | 5,729편    | 707,929건         | 21,000명       | 서울시청 다목적홀 | 600명       |
| 2019      | 5,516편    | 375,203건         | 18,000명       | 서울시청 다목적홀 | 600명       |
| 2020      | 6,898편    | 210,000여건       |                | 온라인 시상식     |             |